# Little Women (1949)
Little Women (Brasil: Quatro Destinos ) é um filme estadunidense de 1949 do gênero Drama dirigido por Mervyn LeRoy. O roteiro é baseado no romance Mulherzinhas, de Louisa May Alcott. A música original é de Adolph Deutsch.

## Elenco
- June Allyson...Josephine "Jo" March
- Peter Lawford...Theodore "Laurie" Laurence
- Margaret O'Brien...Elizabeth "Beth" March
- Elizabeth Taylor...Amy March
- Janet Leigh...Margaret "Meg" March/Brooke
- Rossano Brazzi...Professor Bhaer
- Mary Astor...Marmee March
- Lucile Watson...Tia March
- Sir C. Aubrey Smith...Senhor Laurence
- Richard Stapley...John Brooke
- Leon Ames...Senhor March
- Harry Davenport...Dr. Barnes

## Sinopse

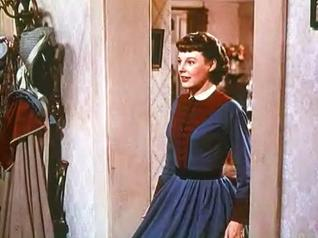
June Allyson em cena do trailer do filme

Durante a Guerra Civil Americana, quatro irmãs de uma família de Massachusetts outrora próspera passam por dificuldades enquanto o pai (Senhor March) está no serviço militar. Jo é a mais espontânea e dinâmica, gosta de escrever contos de aventura e romance. Ela faz amizade com o vizinho "Laurie", neto de um homem rico e que fugira para se alistar na guerra e agora retornara após adoecer. Mas Jo não quer compromisso para desapontamento do rapaz e não gosta quando sua irmã mais velha Meg começa a ser cortejada pelo tutor militar de Laurie, John Brooke. Amy é a mais egoísta das irmãs e arruma problemas na escola com o seu esnobismo. A caçula Beth é tímida e frágil e ganha um piano do senhor Laurence, avô de Laurie.

## Prêmios
Venceu
- 1950 - Oscar por Melhor Direção de Arte (Cedric Gibbons, Paul Groesse, Edwin B. Willis e Jack D. Moore)

Indicado
- 1950 - Oscar por melhor fotografia (Robert Planck e Charles Schoenbaum)

## A versão de Selznick
David O. Selznick era para ser o produtor do filme. As filmagens iriam iniciar em setembro de  1946 mas Selznick decidiu esperar finalizar Duel in the Sun (1946) o qual tinha vendido o roteiro e os direitos para a MGM. O elenco da versão de David O. Selznick incluía Jennifer Jones (Jo), Diana Lynn (Amy), Bambi Linn (Beth), Rhonda Fleming (Meg) e Anne Revere (Marmee).